# Brusselse Bossen en Kattekensberg
De Brusselse Bossen en Kattekensberg is een natuur- en recreatiegebied nabij de tot de Antwerpse gemeente Brasschaat en Ekeren behorende plaats Sint-Mariaburg, nabij de Elisalei.
Het gebied wordt beheerd door het Agentschap voor Natuur en Bos.
De wat merkwaardige naam Brusselse Bossen is afkomstig uit de 18e eeuw, toen de Oostenrijkse Nederlanden vanuit de hoofdstad Brussel de bebossing van de heidegebieden decreteerden. Niettemin vormen de Brusselse Bossen een open weidegebied van 27 ha. Het ligt te midden van bebouwd gebied, tussen de meanderende Kaartse Beek en de Kattekensberg. Het laatste gebied meet 11 ha en is, als voormalig stuifzandgebied, begin 20e eeuw met bos beplant.